# Малое Петровское (Вологодская область)
Малое Петровское (Петровское) — упразднённая в 2020 году деревня в Великоустюгском районе Вологодской области.
Входила на момент упразднения в состав Заречного сельского поселения, с точки зрения административно-территориального деления — в Парфёновский сельсовет.
Расположена около реки Засорянка северо-западнее деревни Пустая.
Расстояние по автодороге до районного центра Великого Устюга — 15 км, до центра муниципального образования Карасово — 3,5 км.
По данным переписи в 2002 году постоянного населения не было.